# Plectiscidea undulata
Plectiscidea undulata là một loài tò vò trong họ Ichneumonidae.